# Brendan Venter
(Intervista a Brendan Venter)
Brendan Venter (Johannesburg, 29 dicembre 1969) è un ex rugbista a 15, medico, allenatore di rugby a 15 e dirigente sportivo sudafricano, da giocatore tre quarti centro e campione del mondo 1995 con gli Springbok, poi allenatore di London Irish e Saracens..

## Biografia
Laureato in medicina, durante tutto il periodo trascorso in Sudafrica esercitò la professione di medico di famiglia in parallelo a quella di rugbista (in un'intervista del 2010 disse di sé: «Io non sono un professionista del rugby, sono un medico»).
Esordì, ancora nell'epoca del dilettantismo, in Nazionale sudafricana in un test match del 1994 a Pretoria contro l'Inghilterra; l'anno successivo fu selezionato nella rosa alla Coppa del Mondo di rugby 1995 che si tenne proprio in Sudafrica, cui prese parte con quattro incontri, e al termine della quale si laureò campione del mondo.
Professionista negli Stormers, passò nel 1997 in Inghilterra ai London Irish in cui rimase due stagioni: dopo la fine della Coppa del Mondo di rugby 1999, cui partecipò e nel corso del quale chiuse la sua carriera internazionale, decise di tornare in patria per riprendere a tempo pieno la sua professione di medico, alternata alla partecipazione in Super 12 nelle file degli Stormers.
Nel 2001 tornò di nuovo ai London Irish nella nuova veste di giocatore-allenatore, incarico che tenne per due anni fino al 2003, quando si ritirò dal rugby giocato e fece di nuovo ritorno in Sudafrica a riprendere la professione medica.
Ingaggiato come consulente per i tre quarti degli Stormers e, dal 2008, come allenatore del club, nel 2009 Venter fu richiamato in Inghilterra dai Saracens che gli offrirono l'incarico di manager e allenatore capo; in tale posizione giunse fino alla finale di Premiership 2009-10.
A novembre 2010 annunciò le sue dimissioni dall'incarico di allenatore a partire dal gennaio successivo per tornare in patria a causa di ragioni familiari e per proseguire l'attività medica; l'ultimo incontro dei Saracens da lui guidato fu una vittoria 12-6 contro il suo ex club dei London Irish; tuttavia continuò a collaborare con i Saracens nel nuovo ruolo di direttore tecnico. Nel giugno 2013 ha assunto l'incarico di direttore tecnico dei Natal Sharks, squadra sudafricana impegnata in Currie Cup.

## Palmarès
- Coppe del mondo: 1
Sudafrica: 1995